# Brachyloma saxicola
Brachyloma saxicola là một loài thực vật có hoa trong họ Thạch nam. Loài này được J.T.Hunter mô tả khoa học đầu tiên năm 1994.